# Hydrocyphon elongatus
Hydrocyphon elongatus es una especie de coleóptero de la familia Scirtidae.

## Distribución geográfica
Habita en Birmania.